# 紀元前110年
紀元前110年（きげんぜん110ねん）は、ローマ暦の年である。

## 他の紀年法
- 干支 : 辛未
- 日本
  - 開化天皇48年
  - 皇紀551年
- 中国
  - 前漢 : 元封元年
- 朝鮮
  - 檀紀2224年
- 仏滅紀元 : 435年
- ユダヤ暦 : 3651年 - 3652年

## できごと

### ローマ
- ヌミディア王ユグルタは、アウルス・ポストゥミウス・アルビヌス(en)に率いられたローマ軍を破った。

### アジア
- 漢が閩越を植民地にした。

## 誕生
- ガイウス・マリウス、共和政ローマ期の軍人、政治家（+ 紀元前82年）

## 死去
- Edersceal、アイルランドの95代目君主